# Івченко Макар Павлович
Макар Павлович Івченко (нар. 8 (21) червня 1903, с. Коржі, тепер Баришівського району Київської області — 10 вересня 1975, Харків) — український мовознавець, кандидат філологічних наук з 1953.

## Життєпис
Закінчив 1926 Київський кооперативний інститут і 1930 — Київський ІНО.
Викладав українську, латинську і слов'янські мови у Харківському університеті. Завідував кафедрами української мови в Харківському (1949—1952) та Рівненському (1959—1971) педагогічних інститутах.

## Наукова діяльність
Автор монографій «Числівники української мови» (1955), «Культура української мови» (1963), вузів, посібника «Сучасна українська мова» (1960, 1962, 1965) та інших праць.